# Marck
Marck (ndl.: "Merk") ist eine französische Gemeinde mit 10.468 Einwohnern (Stand 1. Januar 2022) im Département Pas-de-Calais in der Region Hauts-de-France. Es besteht seit 1987 eine Gemeindepartnerschaft mit Haibach (Unterfranken).

## Geographie
Die Stadt Marck liegt unmittelbar östlich von Calais und hat im Norden einen ca. vier Kilometer langen Anteil an der Küste der Straße von Dover (Pas de Calais).
Zu Marck gehören die Ortsteile Les Hemmes-de-Marck und Fort-Vert.

## Verkehrsanbindung
In Marck kreuzen sich die Départementsstraßen D940 und D248. Die Autoroute A16 (Paris-Dunkerque) führt durch das Gemeindegebiet, ebenso die Autoroute A26 (Calais-Troyes). Der Flughafen, der nach dem Luftfahrtpionier Louis Blériot benannt wurde, befindet sich in der Mitte des Gemeindegebietes.

## Bevölkerungsentwicklung
| Jahr | Bevölkerungszahl |
| ---- | ---------------- |
| 1962 | 03.899           |
| 1968 | 04.576           |
| 1975 | 05.735           |
| 1982 | 07.448           |
| 1999 | 09.069           |
| 1999 | 08.987           |
| 2006 | 09.235           |
| 2015 | 10.725           |

## Sehenswürdigkeiten
- Kirche Saint-Martin aus dem 20. Jahrhundert
- Ziegelsteinturm einer alten Windmühle
- Phare de Walde, 1857 (englische Stahlkonstruktion; definiert den Pas de Calais)